# 法政大学大学院経営学研究科・経営学部

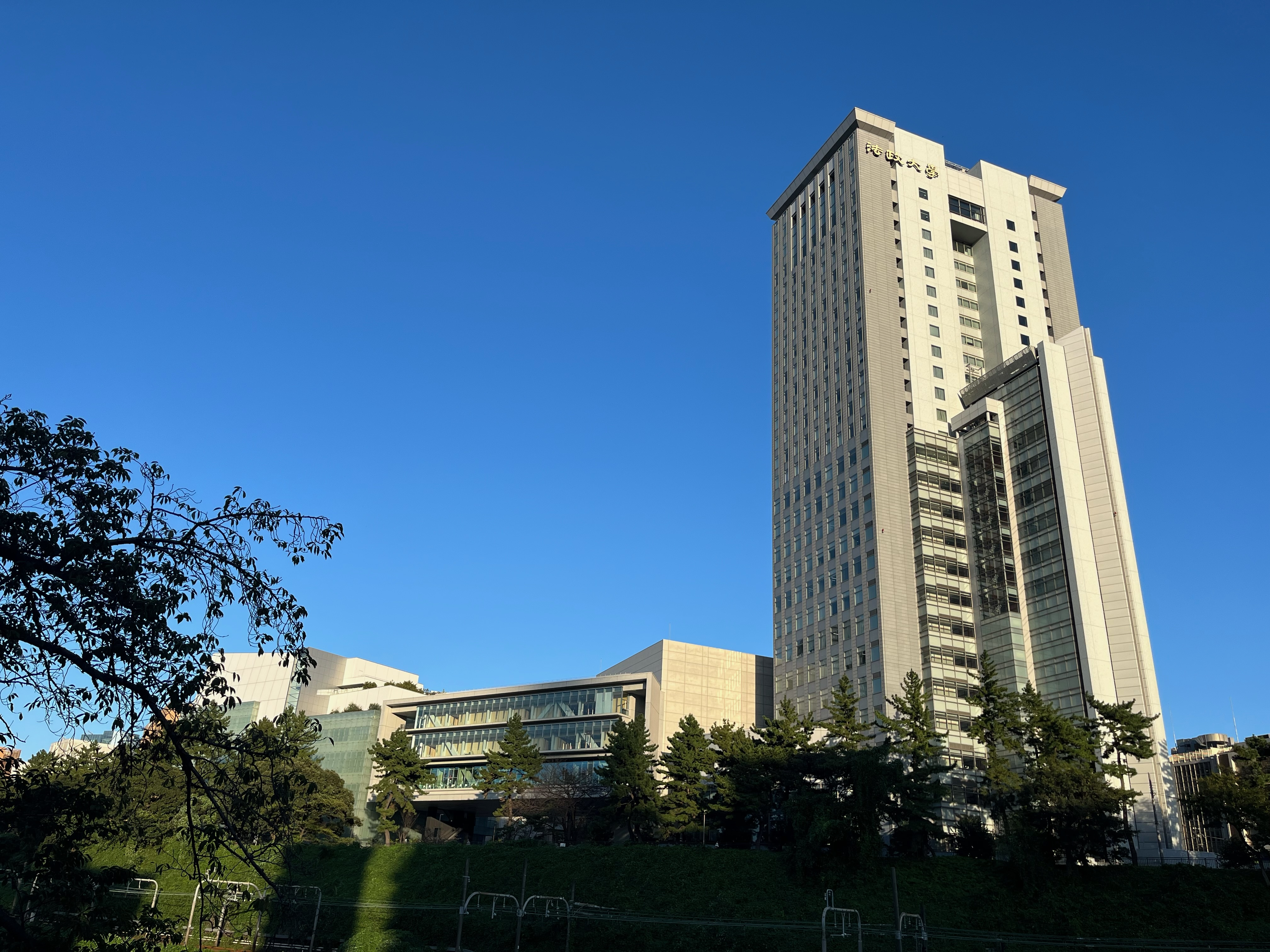
法政大学市ヶ谷キャンパス

法政大学経営学部（ほうせいだいがくけいえいがくぶ、英：Faculty of Business Administration, Hosei University）は、法政大学が設置する経営学部。
法政大学大学院経営学研究科（ほうせいだいがくだいがくいんけいえいがくけんきゅうか）は、法政大学が設置する大学院経営学研究科。

## 概要
法政大学経営学部の起源は、1920年設立の経済学部商業学科にある。戦後、「神武景気」などの好景気によって経済学部への入学者数が爆発的に増加した。また、企業経営の拡大・発展が進んだことで、経営学部に対する関心が高まっていた時分でもあった。これらを受けて、経済学部から学科を分離させる動きが生じ、1959年、商業学科は新生経営学部として分離独立を果たした。
初代経営学部長には後に法政大学総長となった有沢広巳が就任。その後の1964年、経営学部の紀要たる『経営志林』を刊行し、専任教員の研究成果を公表、1977年には、経営学部初となる外国人客員教授が招聘されることとなり、イギリスのキース・E・サーレイやパトリック・Q・コリンズなどの教授陣が来日し、本学で教鞭をとった。また1969年、経営学部固有の課外学習支援として設置された「公認会計士試験講座」は、多数の国家試験合格者を輩出し本学の声価を高めてきた。
加えて1970年代から外部の研究者、実務家、一般人との交流を図るために「都市問題ー東京・ロンドンの研究」、「労働問題ー団体交渉と産業民主制」などの国際シンポジウムや公開シンポジウムを多数開催し、本学部の研究の学術的発展に寄与してきた。グローバル化が進展し、苛烈を極める激甚な経済競争のなかで本学経営学部の重要性は非常に高まっている。
法政大学経営学部は、法学部、文学部、国際文化学部、人間環境学部、キャリアデザイン学部、デザイン工学部、グローバル教養学部（GIS）と同じく法政大学市ヶ谷キャンパスに本部が置かれている。
法政大学経営学部には経営学科、経営戦略学科、市場経営学科の3つの学科が設置されている。
先述の経営学部主導で設置された「公認会計士試験講座」は、「会計専門職講座」へと改称し本学の学生ならば学部に関わらず、受講できるものとなっている。
反対に経営学部独自のシステムとしては、2006年に本学経営学部を卒業した投資家・実業家の赤坂優氏によって創設された学生の起業支援のための「赤坂優奨学金」や東京都・埼玉県・神奈川県・千葉県以外の出身学生を成績優秀者を対象とした「経営学教育・研究振興基金成績優秀者奨励賞」などが挙げられる。

## 沿革

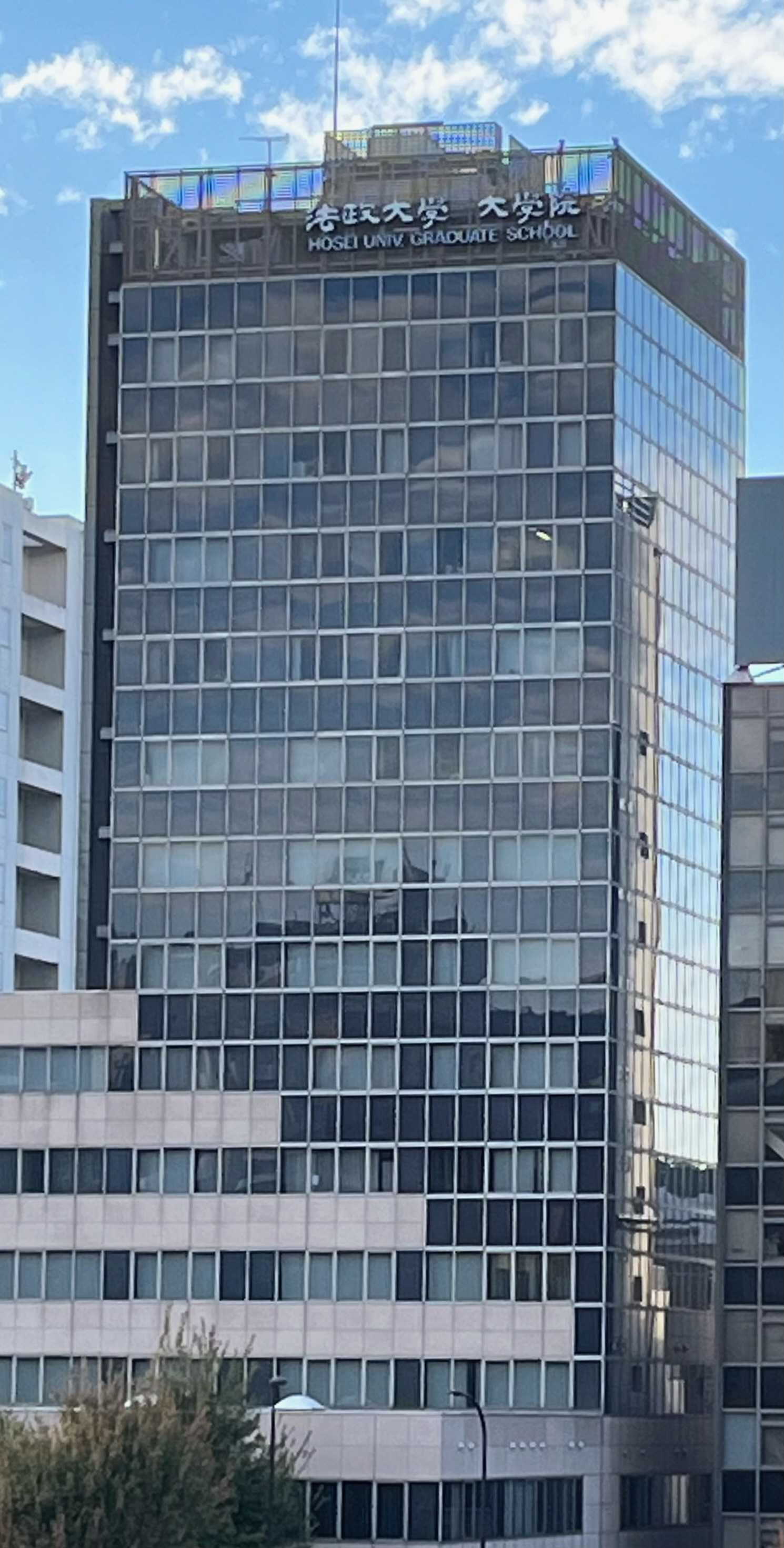
法政大学市ヶ谷キャンパス大学院棟

- 1920年（大正9年） - 大学令により大学へと昇格、同時に経済学部、法学部設置
- 1948年（昭和23年） - 経済学部経済学科及び商業学科の通信教育設置
- 1949年（昭和24年） - 経済学部を再編するとともに第二部を設置
- 1951年（昭和26年） - 社会科学研究科に経済学専攻のそれぞれ修士課程を設置、人文科学研究科に哲学・日本文学・英文学専攻
- 1959年（昭和34年） - 商業学科が経営学部として独立、経営学部長に有沢広己が就任
- 1964年（昭和39年） - 「経営志林」創刊
- 1966年（昭和41年） - 「電子計算機概論」設置
- 1967年（昭和42年） - 「公認会計士試験講座」発足
- 1977年（昭和52年） - 国際シンポジウム「都市問題ー東京・ロンドンの研究」開催
- 1984年（昭和59年） - 国際シンポジウム「日本的経営の光と影」を創立二十五周年事業として開催
- 1992年（平成4年） - 寄付講座「日本の企業経営ケーススタディ」開設、経営学専攻を経済学専攻から分離独立させ、経営学専攻に修士・博士後期課程を設置。経済学と経営学専攻の修士課程で昼夜開講制を実施。大学院専用棟92年館（現大学院棟）竣工
- 1995年（平成5年） - 経営学専攻・博士後期課程で昼夜開講制を実施（日本初の夜間博士後期課程）
- 2005年（平成17年） - 経営学研究科キャリアデザイン学専攻を設置
- 2013年（平成25年） - 経営学研究科から独立改組し、キャリアデザイン学研究科キャリアデザイン学専攻として設置

## 学部・学科

### 経営学部
- 経営学科
- 経営戦略学科
- 市場経営学科

## 大学院
経営学研究科
- 経営学専攻（修士課程、博士後期課程）

## 学部長
- 筒井知彦[13]

## 関連施設
- ボアソナード・タワー
- 80年館
- 法政大学大学院棟

## 交通アクセス
〒102-8160 市ヶ谷キャンパス（東京都千代田区富士見2-17-1）
- 【JR線】 JR中央・総武緩行線：市ケ谷駅または飯田橋駅下車徒歩10分
- 【地下鉄線】 都営地下鉄新宿線：市ケ谷駅下車徒歩10分
- 【地下鉄線】 東京メトロ有楽町線：市ケ谷駅または飯田橋駅下車徒歩10分
- 【地下鉄線】 東京メトロ東西線：飯田橋駅下車徒歩10分
- 【地下鉄線】 東京メトロ南北線：市ケ谷駅または飯田橋駅下車徒歩10分
- 【地下鉄線】 都営地下鉄大江戸線：飯田橋駅下車徒歩10分

## 著名な出身者

### 政界・経済界
- 朝日健太郎 - (参議院議員、国土交通大臣政務官)
- 堰八義博 - （北海道銀行元頭取）
- 政井貴子 - (新生銀行元執行役員、日本銀行政策委員会元審議委員)
- 佐藤勇夫 - （宮崎銀行元頭取・会長、相談役）
- 伊藤秀二 - （カルビー社長、日本スナック・シリアルフーズ協会会長）
- 石橋直 -（西松建設元社長）
- 長島康雄 -（東海運社長）
- 西山俊太郎 - (ヤナセ元社長、自動車振興会健康保険組合理事長）
- 佐々木孝治 - （ユニー元社長、日本チェーンストア協会元会長）
- 本告正 - （船井総合研究所元社長）
- 居郷肇 - （西武ライオンズ元社長
- 和田吉弥 - （山梨日日新聞元社長）
- 桑田茂 - （RSKホールディングス、RSK山陽放送元社長）
- 赤坂優 - （エウレカ創業者、エンジェル投資家、「赤坂優奨学金」設立者）
- 長山尚義 - （エース事務機会長、馬主）

### マスコミ
- 平松修造 - （日本テレビアナウンサー）
- 浅見博幸 - （元仙台放送アナウンサー）
- 尾川知輝 - （富山テレビアナウンサー）
- 金澤聡 - （仙台放送アナウンサー）
- 佐貫洋一 - （元テレビ埼玉アナウンサー）

### 文芸
- 藤島秀憲 - （歌人、『すずめ』で芸術選奨新人賞、第19回寺山修司短歌賞受賞）
- 吉田修一 - （小説家、芥川賞選考委員、『パーク・ライフ』で芥川賞受賞、『悪人』で大佛次郎賞受賞『パレード』で山本周五郎賞受賞）

### 研究
- 宇田川勝 - （経営学者、法政大学名誉教授）
- 西山昭彦 - （経営学者、立命館大学教授）
- 川島健司 - （経営学者、法政大学経営学部教授）
- 渋瀬雅彦 - （経営学者、横浜商科大学准教授）
- 長谷川直哉 - （経営学者、法政大学人間環境学部教授）

　　　そのほかの出身者、卒業生及び関係者については「法政大学の人物一覧」を参照されたい